# McArthur (Ohio)
McArthur és una població dels Estats Units a l'estat d'Ohio. Segons el cens del 2000 tenia 1.888 habitants.

## Demografia
Segons el cens del 2000, McArthur tenia 1.888 habitants, 777 habitatges, i 512 famílies. La densitat de població era de 548,1 habitants per km².
Dels 777 habitatges en un 35,1% hi vivien nens de menys de 18 anys, en un 45% hi vivien parelles casades, en un 15,4% dones solteres, i en un 34,1% no eren unitats familiars. En el 31,8% dels habitatges hi vivien persones soles el 15,7% de les quals corresponia a persones de 65 anys o més que vivien soles. El nombre mitjà de persones vivint en cada habitatge era de 2,42 i el nombre mitjà de persones que vivien en cada família era de 3,04.
Per edats la població es repartia de la següent manera: un 30,1% tenia menys de 18 anys, un 9,2% entre 18 i 24, un 26,4% entre 25 i 44, un 19,6% de 45 a 60 i un 14,7% 65 anys o més.
L'edat mediana era de 33 anys. Per cada 100 dones de 18 o més anys hi havia 75,4 homes.
La renda mediana per habitatge era de 25.393 $ i la renda mediana per família de 33.026 $. Els homes tenien una renda mediana de 30.109 $ mentre que les dones 21.354 $. La renda per capita de la població era de 14.623 $. Aproximadament el 24,7% de les famílies i el 27,8% de la població estaven per davall del llindar de pobresa.

## Poblacions més properes
El següent diagrama mostra les poblacions més properes.